# استورمزتاون (پنسیلوانیا)
استورمزتاون (به انگلیسی: Stormstown) یک منطقهٔ مسکونی در ایالات متحده آمریکا است که در شهرستان سنتر، پنسیلوانیا واقع شده‌است. استورمزتاون ۲۰٫۶ کیلومتر مربع مساحت و ۲٬۳۶۶ نفر جمعیت دارد و ۴۰۵٫۰۸ متر بالاتر از سطح دریا واقع شده‌است.